# Guillermo Hauché
Guillermo Fernando Hauché (La Plata, Buenos Aires, Argentina; 31 de marzo de 1993) es un futbolista argentino que se desempeña como volante. Actualmente se encuentra en el Club Sportivo Luqueño de la Primera División de Paraguay

## Trayectoria
Se inició en el Lanús, estuvo un año parado y a los 17 años se probó en Racing Club.
Su debut en Primera División se produjo el 16 de marzo de 2014 en la derrota 0-2 ante Newell's Old Boys en un encuentro válido para el Torneo Final 2014.
Al no ser tenido en cuento por Diego Cocca no logró ser parte del plantel que se consagró campeón luego de 13 años.
En 2015 es cedido a Almagro de la Primera B Metropolitana, sin opción de compra para tener más continuidad. En Almagro jugó 10 partidos sin anotar goles.
En 2016 vuelve a Racing Club jugando para la reserva.
En junio de 2017 fichó por la Unión Española de la Primera División de Chile. Para el 2018 se fue a préstamo a Deportes Temuco, dejando el club en mayo "por no poder adaptarse a las condiciones climáticas de la ciudad".
El 13 de septiembre de 2018 fichó con el New England Revolution de la MLS, aunque el club declinó su contrato para finales de la temporada 2018.
En enero de 2020 fue anunciado como nuevo jugador de General Caballero JLM de Paraguay.
EL 29 de mayo de 2024 hace oficial su incorporación al Club Sportivo Luqueño.

## Clubes
| Club                       | País           | Año        |
| -------------------------- | -------------- | ---------- |
| Racing Club                | Argentina      | 2013-2018  |
| → Almagro (cedido)         | Argentina      | 2015-2016  |
| → Unión Española (cedido)  | Chile          | 2017       |
| → Deportes Temuco (cedido) | Chile          | 2018       |
| New England Revolution     | Estados Unidos | 2018       |
| General Caballero JLM      | Paraguay       | 2020-2024. |
| Club Sportivo Luqueño      | Paraguay       | 2024-act.  |